# Henning Grenander
Henning Grenander, né le 4 août 1874 à Skövde et décédé le 11 mars 1958, est un patineur artistique suédois qui participe aux grandes compétitions internationales du XIXe siècle.

## Carrière sportive
Il remporte une médaille d'argent aux championnat d'Europe 1894, mais les résultats sont finalement invalidés en 1895 par l'ISU en raison de problèmes liés aux règles de notation.
En 1898, il s'installe à Londres travaillant dans une banque suédoise.Il remporté la médaille d'or aux Championnats du monde de 1898.
Il officie comme juge lors des compétitions de patinage artistique (individuel hommes et de figures spéciales hommes) des Jeux olympiques de 1908 à Londres.

## Palmarès
| Compétition                         | 1893 | 1894 | 1895 | 1896 | 1897 | 1898 |
| Championnats du monde               |      |      |      |      |      | 1er  |
| Championnats d'Europe               |      | 2e   |      |      | CA   | CA   |
| Légende : CA = Championnats annulés |      |      |      |      |      |      |